# Khirbet al-Malih
Khirbet al-Malih (àrab: خربة المالح, Ḫirbat al-Māliḥ) és un llogaret inclòs al municipi palestí d'Ein al-Beida, de la governació de Tubas, al nord-est de Cisjordània, a uns 10 kilòmetres a l'est de Tubas.

## Història
Khirbet al-Malih data del període de govern otomà a Palestina quan s'hi assentaren turcs. Els residents actuals són del clan Daraghmah que han viscut a la zona durant 50 anys. Van arribar des de Tubas i d'Hebron a la recerca de pastures i aigua, ja que eren agricultors i ramaders. Al-Malih vol dir "salat" i el nom del poble és deu a la deu propera d'al-Malih en, que és d'aigua salada.
En 2002 el ministres d'autoritats locals de l'Autoritat Nacional Palestina va nomenar un comitè de desenvolupament local compost de sis membres per governar Khirbet al-Malih.

## Geografia i clima
Khirbet al-Malih està situat en una elevació moderada de 32 metres sobre el nivell del mar. Limita amb el riu Jordà a l'est, el llogaret d'Al Farisiya i la vall del Jordà al nord, i Tayasir i al-Khirbet 'Atuf al sud.
L'àrea total de Khirbet al-Malih és d'uns 19.000 dúnams, que representen aproximadament el 2.7% de la terra de la governació de Tubas. Uns 500 dúnams són àrea poblada, mentre que 12,000 dúnams són terres agrícoles, 4,000 dúnams són coberts de boscos i 3,500 dúnams són àrees confiscades per Israel.
Compta amb un clima moderat; la precipitació mitjana anual és de 294 mm, la temperatura mitjana anual és de 21-22 ° C i la humitat mitjana anual és de 53%.

## Demografia
En el cens de 1997 de l'Oficina Central Palestina d'Estadístiques (PCB), la població total de Khirbet al-Malih era de 151 persones, de les quals 77 eren homes i 74 dones. La majoria de la població (56,3%) són menors de 20 anys. Hi havia 25 llars residents en 27 unitats d'habitatge. Segons l'OCPE Khirbet al-Malih tenia 206 habitants a mitjans de 2006—un increment de 35.4% el 1997. La vila és formada per quatre famílies: Darawsheh (60%), Zowahra (20%), Majedah (10%) i Bashareaat i Bani Audah (10%). No hi ha refugiats palestins a la vila.

## Economia
Els residents de Khirbet al-Malih són totalment dependents de les activitats agrícoles i el 90% dels habitants treballen en la ramaderia i l'agricultura, que forma la principal font d'ingressos. Dels 6.160 dúnams de terra que es conrea, el 80% són terres de cultiu, mentre que el 20% són verdures. Juntament amb la fracció d'al-Farisiya, hi ha 485 caps de bestiar, 430 cabres i 4.700 ovelles.
Després de la Segona Intifada que va començar el 2000, pocs (10%) obtenen feina en el mercat laboral israelià causa que se'ls ha donat menys permisos de treball a Israel. El 2000, la renda mediana era de 1500 NIS, però en 2005 va ser de 500 NIS, una disminució del 65%. Segons l'alcalde Arif Daraghmeh als residents de Khirbet al-Malih l'Administració Civil Israeliana no els permet construir estructures permanents des que la vila fou situada en l'Àrea C. Malgrat viure-hi durant generacions, Daraghmeh afirma el poble rep regularment ordres de demolició, que els obliga a viure en tendes de campanya o habitatges de tova sense connectar a la xarxa d'aigua, mentre que els colons israelians del proper moshav, Shadmot Mehola, viuen en una comunitat tancada, amb cases de dos pisos, fanals i parcs infantils.